# Сузір'я материнства

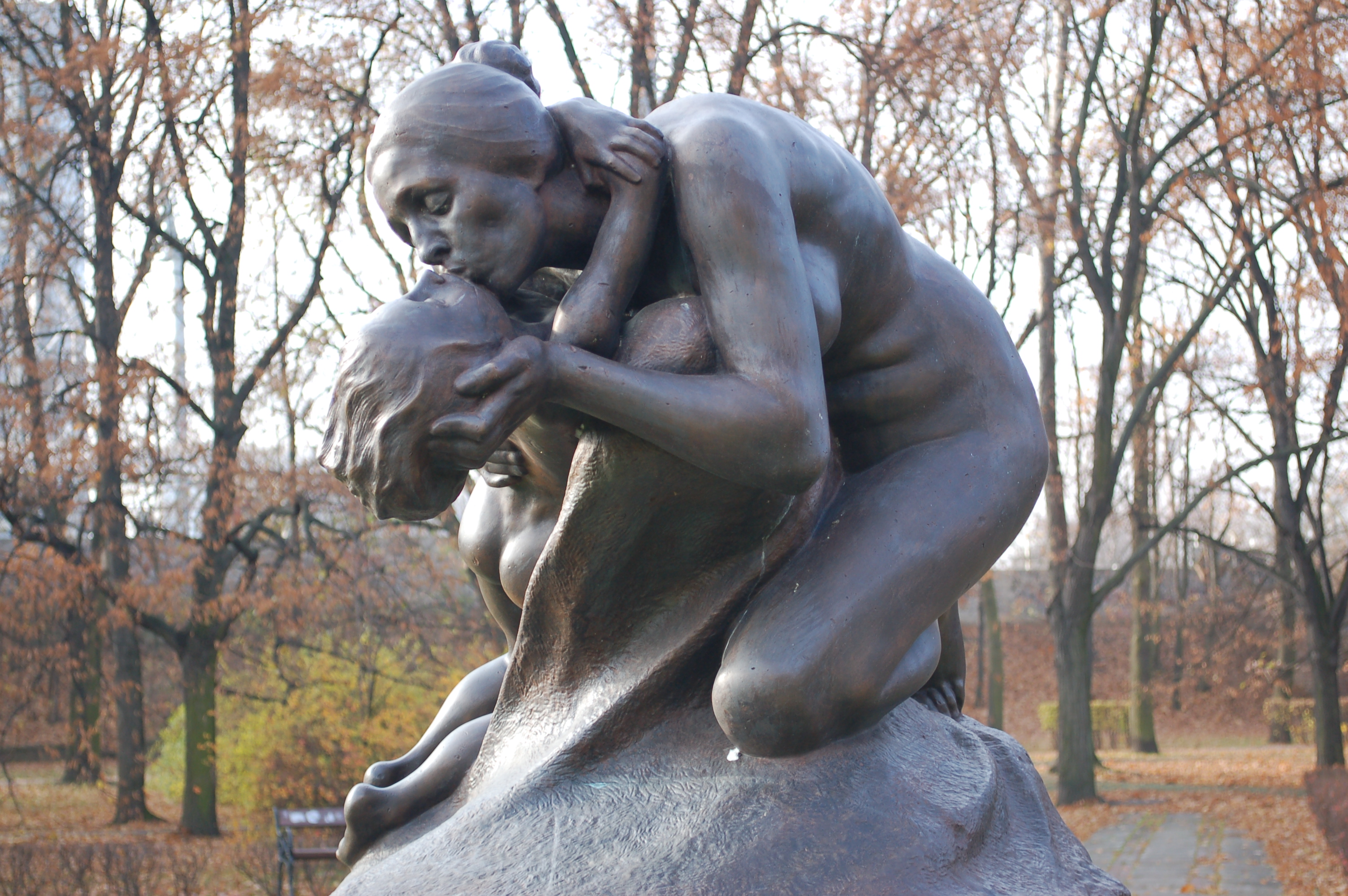
Скульптура «Материнство» Вацлава Шимановського. Парк імені Ромуальда Траугутта, Варшава.

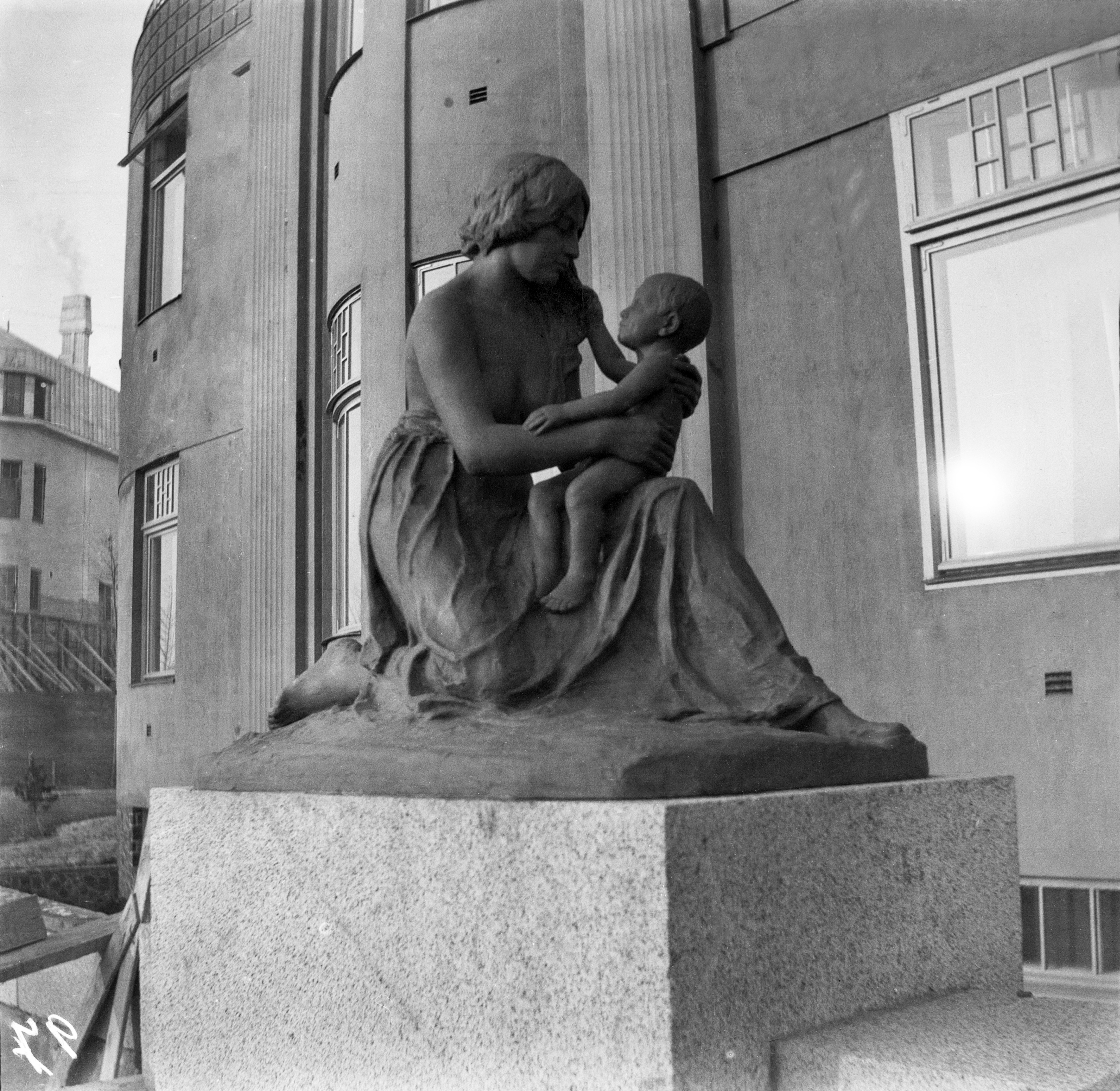
Скульптура «Радість материнства» Гаральд Серенсен-Рінґі. Вілла Енсі, Гельсінкі.

Сузі́р'я матери́нства, або материнське сузір'я (англ. Motherhood constellation), — психоаналітичне поняття, введене видатним американським психіатром та дослідником розвитку немовлят Деніелом Н. Стерном (1934—2012). Воно описує унікальну психічну організацію й особливий стан свідомості, що складається у жінки з появою дитини, ставлячи немовля в центр її внутрішнього світу і пріоритетів. Цей стан відрізняється біологічною і психологічною готовністю основної особи, що доглядає за дитиною (найчастіше матері), до виконання нових завдань. Ще один видатний психоаналітик, британський педіатр Дональд Віннікотт (1896—1971), описував схожий феномен як «первинну материнську поглинутість» (англ. primary maternal preoccupation), підкреслюючи майже повну зосередженість матері на потребах немовляти.

## Концепція Деніела Стерна
Деніел Стерн, відомий своїми працями про розвиток Я-концепції у немовлят та діадичні стосунки «мати — дитина», присвятив значну частину своїх досліджень глибокому аналізу того, що означає стати матір'ю та як ця трансформація впливає на розвиток як самої жінки, так і її дитини. У своїй фундаментальній праці 1998 року «Материнське сузір'я: Психотерапевтичний підхід до батьківсько-дитячих стосунків» (англ. The Motherhood Constellation: A Unifying View of Parent-Infant Psychotherapy), Стерн стверджує, що з народженням дитини у свідомості матері формується специфічна психічна структура — «материнське сузір'я». Слово «сузір'я» вжите тут метафорично, аби підкреслити, що різні аспекти психічного життя жінки (її думки, почуття, страхи, спогади, стосунки) немовби збираються в новий, унікальний візерунок, у центрі якого перебуває немовля.

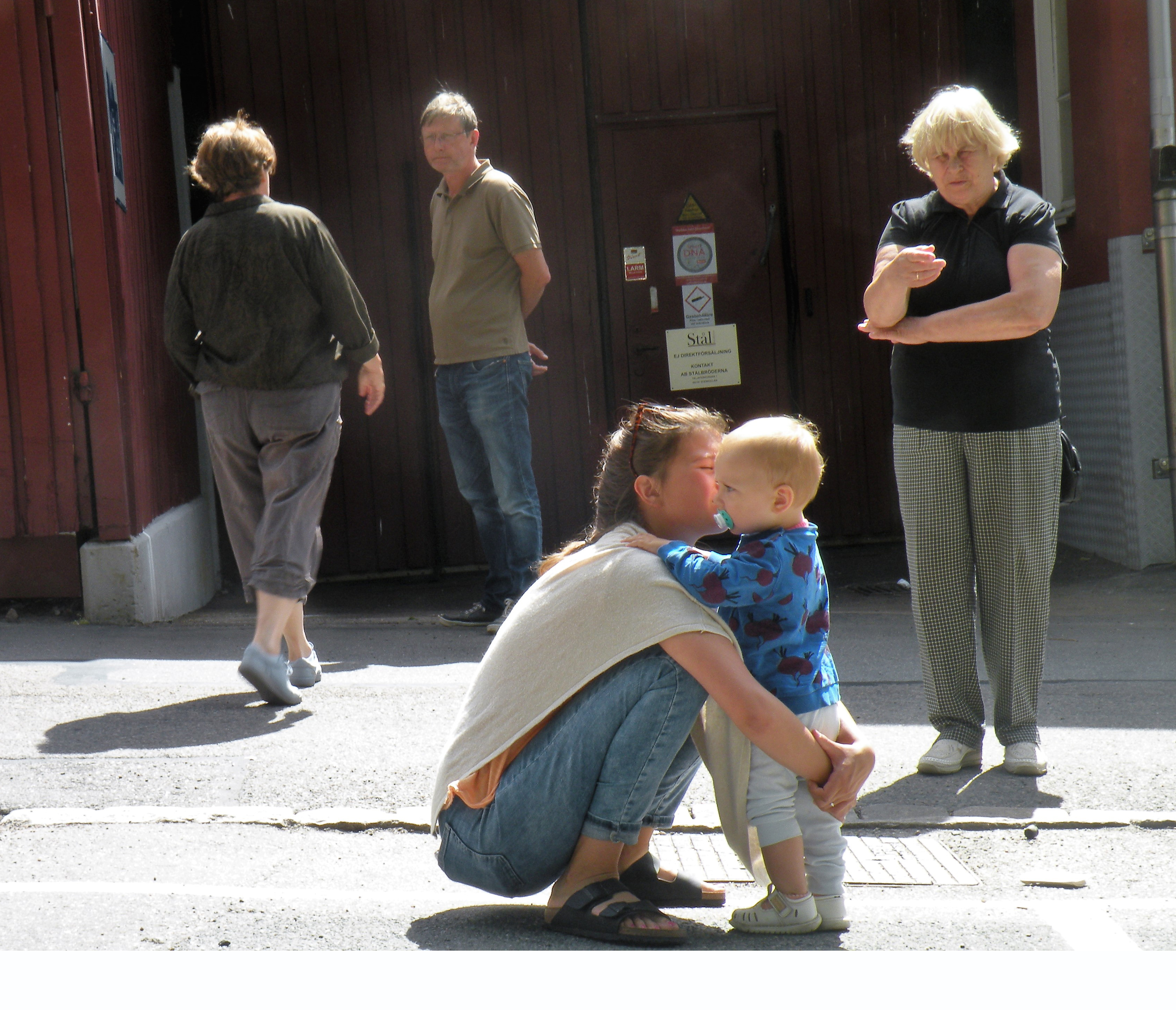
Мати обіймає свою дитину посеред перехожих.

Це сузір'я являє собою суттєву перебудову психологічного фокусу жінки: її увага зміщується з попередніх пріоритетів, зокрема партнерських стосунків, на власну особистість у новій ролі та передусім на дитину. Цей новий стан свідомості, на становлення якого впливають культурні особливості, особистісні риси жінки, її власний дитячий досвід та поточне життєве становище, утворює, за Стерном, «унікальну систему Я, материнське сузір'я». Воно починає складатися ще під час вагітності й може залишатися активною протягом багатьох місяців, а то й років. У цей період «самосвідомість і внутрішній світ матері переважно організовуються довкола дитини, її фізичного та емоційного благополуччя, а також їхнього взаємного зв'язку». Мати стає глибоко поглинутою питаннями захисту і піклування про свою дитину. З часом, у міру дорослішання дитини, це сузір'я може ставати менш домінантним, але, як наголошує Стерн, воно ніколи повністю не зникає і миттєво активізується, щойно дитина опиняється в небезпеці або потребує особливої материнської уваги.
Стерн виділив кілька наскрізних тем або психологічних завдань, з якими стикається новоявлена мати в межах материнського сузір'я:
- Тема життя і розвитку — «Чи зможу я зберегти життя дитині та сприяти її здоровому розвитку?»: Це центральна тривога матері щодо фізичного виживання і нормального розвитку немовляти. Вона охоплює питання годування, сну, здоров'я, безпеки дитини.
- Тема первинної спорідненості — «Чи зможу я полюбити свою дитину та встановити з нею глибокий емоційний зв'язок?»: Стосується здатності матері до автентичного емоційного контакту з дитиною, її любові, ніжності, здатності розуміти і відгукуватися на потреби немовляти.
- Тема підтримувальної матриці — «Чи зможу я створити і зберігати необхідну систему підтримки?»: Це питання про здатність матері мобілізувати та приймати допомогу від оточення (партнера, родини, друзів, інших матерів, фахівців), яка б дозволила їй дієво піклуватися про дитину і про себе.
- Тема реорганізації ідентичності — «Як зміниться моя особистість і моє життя?»: Материнство запускає глибоке перетворення самосприйняття жінки, її соціальних ролей, життєвих пріоритетів і стосунків зі світом.

### Підтримувальне середовище та материнська матриця
Щоб успішно долати стресори, пов'язані із захистом і вихованням дитини, та вирішувати завдання материнського сузір'я, жінка потребує того, що Д. Віннікотт описав як «підтримувальне середовище» (англ. holding environment). Це не лише фізична, але й психологічна атмосфера надійності, передбачуваності, визнання й емпатії, яка дозволяє матері почуватися в безпеці, бути впевненою у своїх силах й отримувати необхідну емоційну підтримку. Саме такий контекст дозволяє їй безпечно досліджувати та розвивати власну материнську поведінку. За словами Стерна, новоявлена мати, часто ще під час вагітності, інтуїтивно починає розвивати так звану «материнську матрицю» — мережу соціальної підтримки, що складається з досвідченіших матерів, батьків, родичів або подруг, які можуть поділитися досвідом, надати практичну допомогу й емоційну підтримку, зміцнюючи таким чином її власне підтримувальне середовище.

### Співналаштованість у діаді «мати— дитина»
У своїх працях Стерн також надає великого значення поняттю «співналаштованості» (англ. attunement) піклуна дитини. Це здатність батьків чутливо сприймати і відповідно реагувати на невербальні позиви дитини про її емоційні стани і потреби. Співналаштованість — це не просто механічне копіювання поведінки немовляти, а радше глибоке емпатійне «резонування» з його внутрішнім світом. Наприклад, якщо немовля виявляє радісне збудження, розширюючи очі й агукаючи, співналаштована мати може відгукнутися лагідною усмішкою та словами на кшталт: «О, ти так зрадів!», промовленими з відповідною емоційною інтонацією, що відповідає інтенсивності переживань дитини.
Матері, взаємодія яких із дитиною є менш співналаштованою (наприклад, через власну втому, тривогу або нерозуміння сигналів дитини), можуть не проявляти тієї поведінки, яка б оптимально стимулювала розвиток дитини через спілкування та сприяла розвитку в неї відчуття, що її розуміють. Високо співналаштовані матері не обов'язково точно копіюють зовнішні поведінкові прояви дитини; натомість вони налаштовуються на її внутрішній афективний (несвідомий) стан і віддзеркалюють його у видозмінений, більш зрілий спосіб, що допомагає немовляті усвідомлювати та регулювати власні емоції.

## Терапевтичне значення
Активізація материнської констеляції означає для новоявленої матері, що, за словами Стерна, «актуалізуються всі її невирішені питання, пов'язані з темою материнства і власним досвідом стосунків із матір'ю (тобто досвідом бути донькою)». Минулі травми, незадоволені потреби, засвоєні моделі поведінки — все це може вийти на передній план і суттєво впливати на взаємодію з власною дитиною.
У таких випадках, за потреби, психотерапія може стати для жінки значною підтримкою. Терапевтична робота спрямована на те, щоб допомогти їй усвідомити, модифікувати та «переформатувати» власне материнське сузір'я. Терапевт може допомогти матері дослідити її внутрішні уявлення про себе як про матір, про свою дитину, про власну матір та про стосунки між ними. Як зазначає Стерн, терапія пропонує «цілу низку можливих образів матері, якими вона може стати». «Залучення матері до терапевтичних стосунків, — пише він, — надає їй кілька інших можливих моделей материнства, які вона реально могла б прийняти або до яких прагнути, а також кілька інших моделей, від яких вона могла б відмовитися або яких уникати». Терапевт, у такому разі, може стати частиною підтримувального середовища для матері, допомагаючи їй знайти власні ресурси та побудувати більш гармонійні стосунки з дитиною.